# Željeznički prevoz Crne Gore
Željeznički prevoz Crne Gore, ŽPCG (cirillico: Жељезнички превоз Црне Горе) è una società per azioni fondata nel 2008, inizialmente responsabile del trasporto ferroviario di passeggeri e merci all'interno del Montenegro e, dal 2011, solo del trasporto ferroviario di passeggeri. 

## Storia

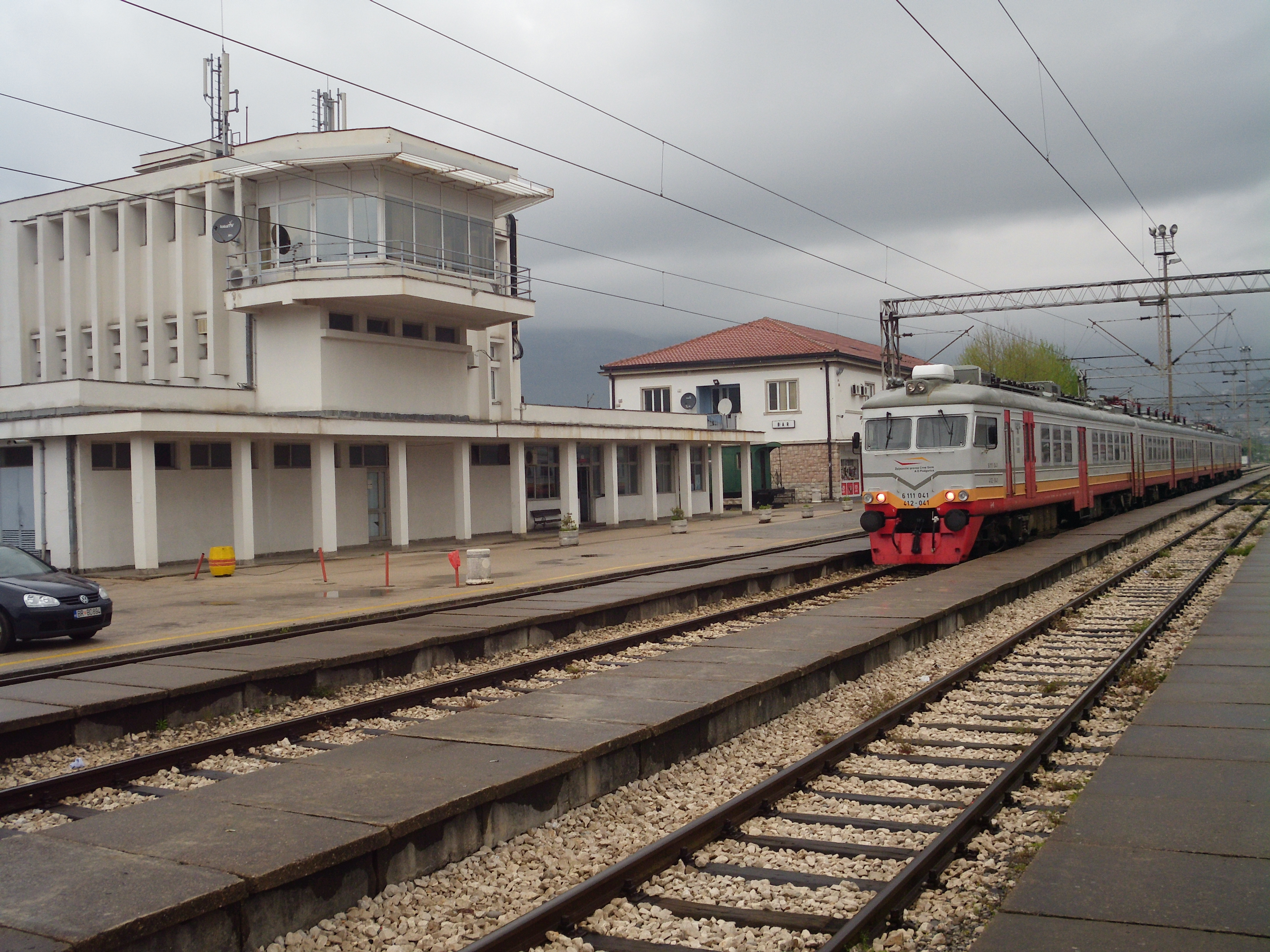
Treno di ŽPCG nella stazione di Bar

Dopo che il Montenegro ottenne l'indipendenza dalla federazione di Serbia e Montenegro nel 2006, la società Željeznica Crne Gore (in cirillico: Жељезница Црне Горе), fu fondata come società statale utilizzando i beni immobili e il materiale acquisiti da Železnice Srbije, le ferrovie statali serbe. Nel 2008, in conformità con la direttiva UE sulla liberalizzazione del mercato ferroviario europeo la società è stata scissa in due società distinte: Željeznička infrastruktura Crne Gore, responsabile dell'infrastruttura ferroviaria e Željeznički prevoz Crne Gore responsbile dei trasporti. Nel 2011, in occasione della quinta Assemblea generale straordinaria della ŽPCG, è stata decisa un'ulteriore segmentazione. Ciò ha portato alla ristrutturazione con la costituzione di due nuove società: Montecargo dedicata al trasposrto passeggeri e Održavanje željezničkih voznih sredstava dedicata alla manutenzione dei veicoli ferroviari.
Da allora, la ŽPCG è responsabile esclusivamente del trasporto ferroviario di passeggeri in Montenegro. La sede centrale dell'azienda si trova a Podgorica.